# レレレの天才バカボン
『レレレの天才バカボン』（レレレのてんさいバカボン）は、赤塚不二夫の漫画『天才バカボン』を原作とするテレビアニメである。『天才バカボン』のアニメ化作品としては、4作目となる。テレビ東京、スタジオぴえろ、読売広告社制作。1999年10月19日 〜 2000年3月21日、毎週火曜日19:28〜19:55放送。全24回（全48話）。

## 作品概要
放送局がフジテレビからテレビ東京へ替わったが、広告代理店は読売広告社、アニメ制作はぴえろと、ほぼ『平成天才バカボン』と同じ布陣による製作体制。スタッフではコメディーやナンセンスな作品を得意とし『平成』にも参加している浦沢義雄がメインライターを務めている。メインキャラクターデザインは窪詔之、これに『平成』の岸義之が加わっており、テレビシリーズ全5作品中、最も原作画に近いキャラクター造形である。監督は後に『NARUTO』などにも参加している伊達勇登が担当。また、シリーズ初のデジタル製作（デジタルペイント）が導入されたが、一部の回では従来のセル画を用いて製作された。
20世紀末に『バカボン』をリメイクすることについて、テレビ東京制作局映画部で番組プロデューサーを務めた東不可止は、「バカボンは何のポリシーもない上に無責任にもかかわらず、哲学的、達観的な面があるために、世紀末のイメージがあり、時代の空気に合う」「沈みかかっている時代だからこそ、弾ける感じが欲しい」と語っていた。またタイトルの「レレレ」は登場人物の「レレレのおじさん」が主人公というわけではなく、タイトルの案の中で最も語感の良いものが選ばれた。東不可止は「バカボンの持つ世紀末のイメージから、当初は『世紀末天才バカボン』にしようと思った」という。
キャストではパパ役として、劇団スーパー・エキセントリック・シアター（SET）所属俳優・小倉久寛が起用されている。ママ役は赤塚のリクエストもあり（後述）増山、『平成』で初お目見えとなった千葉繁の「一人二役による本官さんとレレレのおじさん」は本作でも健在だが、その他の主要キャストは一新された。なお、本作が赤塚の存命中における最後のアニメーション作品となった。
1997年のポケモンショックを受けての放送開始となったため、毎回Aパートのサブタイトルクレジット部前にはウナギイヌが登場し、「こんばんは、ウナギイヌですワン。『バカボン』を見る時には部屋を明るくして、テレビから離れて見て下さい。」と視聴者への呼びかけがあった。
本作品で初アニメ化した話もある。その一方で本作品では、そうした「アニメに対する規制」をパロディのネタにしている回が少なくない（暴力シーンを殊更強調し大げさに避ける、銃を撃つシーンで実弾ではなくモデルガンを使用していることを強調する、「危険ですからまねしないで下さい」といった表示が執拗に出る、「お食事中の方はお早め済まさせる事をお勧めします」といった表示が出るなど）。しかし一方では、バカ田大学時代のパパの同窓生がバカボンのパパに関わったため（自業自得とはいえ、）死亡してしまったり、異形な顔に作り変えられたり、大怪我を負うという、原作通りの過激なエピソードもある。
次回予告はパパ単独のコメントに戻り、締めの決まり文句は「これでいいのだ」となっている。
歴代作品では唯一、直前番組（当時は『ポケットモンスター アンコール』）からと直後番組（当時は『火曜イチバン!』）へのジャンクションが存在する。『ポケモン』からのジャンクションは、パパの「この後は『レレレの天才バカボン』が始まるのだ!」というセリフだった。
制作の布川ゆうじは自著でパパ役の小倉の演技を生かす事に試行錯誤した作品だと綴っている。

## 声の出演
- バカボンのパパ - 小倉久寛
- バカボン - 亀井芳子
- バカボンのママ - 増山江威子
- はじめ - ゆきじ
- 本官さん、レレレのおじさん - 千葉繁
- ウナギイヌ - 塩屋浩三
- シロウナギイヌ - 間宮くるみ
- その他 - 緒方賢一、西村朋紘、大川透、山口勝平、加藤奈々絵、丸山裕子、高木渉、三石琴乃、家中宏、塩屋翼、麻丘夏未、松本梨香、高橋広樹、木村雅史、尾形雅宏、滝沢ロコ、くじら、亀山助清
- モク山：三宅裕司

赤塚は4回目のアニメ化に際し、「ママの声だけは変えないで欲しい」との要望を出している。なお、増山によるバカボンのママ役はテレビアニメではこれが最後となり、次作『深夜!天才バカボン』では、増山に代わり日髙のり子がバカボンのママ役に就任している。
『平成天才バカボン』以降パパを演じることが多い富田耕生は声優変更について「困ったもんだね」と苦言を呈している。
バカボンのパパ役の小倉久寛は1990年にテレビ東京で放送の海外アニメ『電光石火バットマン』（ロビン役）以来の声優担当で、国産アニメは初。プロデューサーの東不可止は、小倉の起用について「初代声優の雨森雅司は故人であり、『平成』での富田耕生は『何か違う』との声があったため、誰がやっても『違う』といわれるなら、敢えて雨森に似せるより、新しいイメージで」と語っている。なお第34話「モク山さんの禁煙なのだ」ではゲスト声優として、小倉が所属するSETの座長・三宅裕司がモク山の声を担当した。本作の特徴として名前のないゲストキャラクターのほとんどは形容詞が付けられて紹介されている。

## スタッフ
- 企画 - 岩田圭介（テレビ東京）、布川ゆうじ
- 原作 - 赤塚不二夫
- キャラクターデザイン - 窪詔之、岸義之
- 美術監督 - 池田祐二
- 色彩設計 - 海鋒重信、長島真弓
- 音楽 - 和田薫
- 音響監督 - 亀山俊樹
- 音響効果 - 庄司雅弘（フィズサウンドクリエイション）
- プロデューサー - 東不可止（テレビ東京）、木村京太郎（読売広告社）、萩野賢
- 監督 - 伊達勇登
- 美術 - 長崎斉、高橋忍
- オフライン編集 - 森田清次→坂本雅紀
- 文芸制作 - 池田日出子
- アシスタントプロデューサー - 朴谷直治
- 制作 - テレビ東京、読売広告社、スタジオぴえろ

## 主題歌
いずれもメルダックより発売。
オープニングテーマ「笑う人」
作詞・作曲 - 崎枝大樹 / 編曲・歌 - Booing Sheyner
歴代OPテーマでは唯一、キャラ名やパパの名ゼリフ「これでいいのだ」が存在しないが、その代わりにOPラストにパパがセリフを言う。
使用されている歌詞は『レレレの天才バカボン・ヴァージョン』であり、オリジナルとは異なるが、これはタイアップ先が決まった際、本作寄りに歌詞を改変するように崎枝に要求した所、彼が拒否した為妥協案としてテレビサイズのみ歌詞を改変した。シングルCDの3曲目に収録されている。
エンディングテーマ「So Good!」
作詞 - 沢村大和 / 作曲 - 辺見さとし / 編曲 - 野中則夫 / 歌 - ビレッジパープル
OPでは使われていない「これでいいのだ」が歌詞に登場する。
主題歌のアニメーション
本作ではレレレのおじさんが左側から掃除しながら登場し、掃いて舞い上がった埃の跡が「レレレ」の左、中央の「レ」に変わり、レレレのおじさん自身が右の「レ」に変わって「の」が同時に加わりタイトルテロップ完成、という流れになっている。

## 各話リスト
全作品とも原則としては1回で2話放送。
| 回 | 話数 | サブタイトル                      | 脚本       | コンテ         | 演出         | 作画監督       | 放送日          |
| -- | ---- | --------------------------------- | ---------- | -------------- | ------------ | -------------- | --------------- |
| 1  | 1    | 地球のウワサは宇宙規模なのだ      | 浦沢義雄   | 伊達勇登       | 伊達勇登     | 本山浩司       | 1999年 10月19日 |
| 1  | 2    | パパは正義の大ウソつきなのだ      | 浦沢義雄   | 伊達勇登       | 伊達勇登     | 本山浩司       | 1999年 10月19日 |
| 2  | 3    | 食べて死ねたら本望なのだ          | 阪口和久   | 小華和ためお   | 清水明       | 畑良子         | 10月26日        |
| 2  | 4    | トイレは火星行きなのだ            | 阪口和久   | 小華和ためお   | 清水明       | 畑良子         | 10月26日        |
| 3  | 5    | 知能指数は700円なのだ             | 矢島大輔   | 鴫野彰         | 小柴純弥     | 浜田勝         | 11月2日         |
| 3  | 6    | 愛は人を変えるのだ                | 矢島大輔   | 鴫野彰         | 小柴純弥     | アベ正己       | 11月2日         |
| 4  | 7    | ウナギイヌ、出生の秘密なのだ      | 大和屋暁   | 鈴木卓夫       | 大関雅幸     | 武内啓         | 11月9日         |
| 4  | 8    | すっぽんぽんのお見合いなのだ      | 大和屋暁   | 真野玲         | 大関雅幸     | 武内啓         | 11月9日         |
| 5  | 9    | 俳句の先生の弟子になるのだ        | 橋本裕志   | 鴫野彰         | 大関雅幸     | 本山浩司       | 11月16日        |
| 5  | 10   | パパが社長になったのだ!           | 橋本裕志   | 村田雅彦       | 大関雅幸     | 本山浩司       | 11月16日        |
| 6  | 11   | あそびにきたのだ 土の中           | 大和屋暁   | 小華和ためお   | 清水明       | 畑良子         | 11月30日        |
| 6  | 12   | おサカナ泥棒、誰なのだ?           | 大和屋暁   | 小華和ためお   | 清水明       | 畑良子         | 11月30日        |
| 7  | 13   | 交番のシンマイさんなのだ          | 阪口和久   | 大関雅幸       | 真野玲       | 本田蕪里       | 12月7日         |
| 7  | 14   | ご先祖様の本官さんなのだ          | 阪口和久   | 葛岡博         | 真野玲       | 本田蕪里       | 12月7日         |
| 8  | 15   | 八ッつぁん熊さん お巡りさんなのだ | 矢島大輔   | 熊谷雅晃       | 熊谷雅晃     | 浜田勝         | 12月14日        |
| 8  | 16   | 食べずにガマンの恩返しなのだ      | 矢島大輔   | 案納正美       | 熊谷雅晃     | もりやまゆうじ | 12月14日        |
| 9  | 17   | 大きい舌はいいことなのだ          | 矢島大輔   | 小華和ためお   | 清水明       | 畑良子         | 12月21日        |
| 9  | 18   | ゆかいソーカイ忘年会なのだ        | 矢島大輔   | 小華和ためお   | 清水明       | 畑良子         | 12月21日        |
| 10 | 19   | おとぎの国の桃太郎なのだ          | 浦沢義雄   | 井之川慎太郎   | 井之川慎太郎 | 野口大蔵       | 2000年 1月1日   |
| 10 | 20   | 鬼退治の浦島太郎なのだ            | 浦沢義雄   | 井之川慎太郎   | 井之川慎太郎 | 野口大蔵       | 2000年 1月1日   |
| 11 | 21   | 頭で空手で空頭なのだ              | 大和屋暁   | 大関雅幸       | 大関雅幸     | 武内啓         | 2000年 1月1日   |
| 11 | 22   | 足りないお金の身代金なのだ        | 大和屋暁   | 大関雅幸       | 大関雅幸     | 武内啓         | 2000年 1月1日   |
| 12 | 23   | 物置いらずの人なのだ              | 阪口和久   | 鴫野彰         | 藤本ジ朗     | 浜田勝         | 1月4日          |
| 12 | 24   | ママの同級生の金持ちなのだ        | 阪口和久   | 都留稔幸       | 藤本ジ朗     | 南伸一郎       | 1月4日          |
| 13 | 25   | ロボットのパパなのだ              | 浦沢義雄   | 井之川慎太郎   | 井之川慎太郎 | 松崎一         | 1月11日         |
| 13 | 26   | 飲んで太って復讐なのだ            | 浦沢義雄   | 井之川慎太郎   | 井之川慎太郎 | 松崎一         | 1月11日         |
| 14 | 27   | 金はなくともスキー放題            | 矢島大輔   | 小華和ためお   | 松下ユキヒロ | 畑良子         | 1月18日         |
| 14 | 28   | 鬼は外の腹話術なのだ              | 矢島大輔   | 小華和ためお   | 松下ユキヒロ | 畑良子         | 1月18日         |
| 15 | 29   | 動物合わせでノーベル賞            | 浦沢義雄   | 大関雅幸       | 大関雅幸     | 本田蕪里       | 1月25日         |
| 15 | 30   | しょうじで習字で墨ません          | 浦沢義雄   | 鈴木卓夫       | 大関雅幸     | 本田蕪里       | 1月25日         |
| 16 | 31   | 売れてるハジメのサーカスなのだ    | 阪口和久   | 村田雅彦       | 村田雅彦     | 浜田勝         | 2月1日          |
| 16 | 32   | マウスでハウスがチュー意報        | 阪口和久   | 村田雅彦       | 村田雅彦     | 南伸一郎       | 2月1日          |
| 17 | 33   | パパがセビロを作るのだ            | 大和屋暁   | 井之川慎太郎   | 井之川慎太郎 | 松崎一         | 2月8日          |
| 17 | 34   | モク山さんの禁煙なのだ            | 大和屋暁   | 誌村宏明       | 誌村宏明     | 松崎一         | 2月8日          |
| 18 | 35   | ユカイカイカイ キキカイカイ       | 矢島大輔   | 小華和ためお   | 松下ユキヒロ | 畑良子         | 2月15日         |
| 18 | 36   | 本官さんのリストラなのだ          | 矢島大輔   | 小華和ためお   | 松下ユキヒロ | 畑良子         | 2月15日         |
| 19 | 37   | パパは警官になったのだ            | 矢島大輔   | 大関雅幸       | 大関雅幸     | 武内啓         | 2月22日         |
| 19 | 38   | 神のおつげのカタグルマなのだ      | 矢島大輔   | 鈴木卓夫       | 大関雅幸     | 武内啓         | 2月22日         |
| 20 | 39   | ゴミだらけは美しいのだ            | 大和屋暁   | 熊谷雅晃       | 熊谷雅晃     | 浜田勝         | 2月29日         |
| 20 | 40   | 頭を丸めて丸儲けなのだ            | 矢島大輔   | 熊谷雅晃       | 熊谷雅晃     | 南伸一郎       | 2月29日         |
| 21 | 41   | 掃除対決!! レレレとそうじ鬼!!     | 阪口和久   | 誌村宏明       | 誌村宏明     | 松崎一         | 3月7日          |
| 21 | 42   | おくさんこわい エントツこわい     | 阪口和久   | 京田知己       | 井之川慎太郎 | 諏訪昌夫       | 3月7日          |
| 22 | 43   | アチチな砂漠はカラカラなのだ      | 橋本裕志   | 松下ユキヒロ   | 松下ユキヒロ | 畑良子         | 3月14日         |
| 22 | 44   | こイスる一途なイスなのだ          | 橋本裕志   | わたなべひろし | 松下ユキヒロ | わたなべひろし | 3月14日         |
| 23 | 45   | そうじき者は悪に勝つのだ          | 浦沢義雄   | 大関雅幸       | 大関雅幸     | 武内啓         | 3月21日         |
| 23 | 46   | たたえよ鉄カブト                  | まさきひろ | 大関雅幸       | 大関雅幸     | 武内啓         | 3月21日         |
| 24 | 47   | 必殺紅トカゲ団! 劇画大作戦!       | 浦沢義雄   | うえだひでひと | 熊谷雅晃     | 浜田勝         | 3月21日         |
| 24 | 48   | やっぱりママが好きなのだ          | まさきひろ | もりやまゆうじ | 熊谷雅晃     | 南伸一郎       | 3月21日         |

## 特別番組
2000年1月1日（土曜日）の18:30 - 20:54に、元日の特別編成として『アニメでお正月! 2000』のタイトルで、『ポケモン』と本作品の2本立てが放送された。番組は18:30 - 20:00に『ポケモンスペシャル』、20:00 - 20:54から「レレレの天才バカボンでお正月なのだ!」として、第10回と第11回をまとめて放送した。元日に『バカボン』が放送されるのは、1972年1月1日の『天才バカボン』第15回「お年玉はイタイ!のだ」「たこあげはタコにかぎるのだ」以来、28年振りである。
また本作の最終回となる2000年3月21日には、『レレレの天才バカボン最終回スペシャル 超豪華4本立て』のタイトルで、19:00 - 19:49の拡大版として第23・24回をまとめて放送した。

## ネット局
※放送日時は2000年3月終了時点（東北放送、新潟総合テレビ、岐阜放送については本放送終了後に放映された日時）のものとする。
| 放送地域       | 放送局         | 放送日時                    | 放送系列       | 備考                                                                     |
| -------------- | -------------- | --------------------------- | -------------- | ------------------------------------------------------------------------ |
| 関東広域圏     | テレビ東京     | 火曜 19:28 - 19:55          | テレビ東京系列 | 制作局                                                                   |
| 北海道         | テレビ北海道   | 火曜 19:28 - 19:55          | テレビ東京系列 |                                                                          |
| 愛知県         | テレビ愛知     | 火曜 19:28 - 19:55          | テレビ東京系列 |                                                                          |
| 滋賀県         | びわ湖放送     | 火曜 19:28 - 19:55          | 独立局         |                                                                          |
| 大阪府         | テレビ大阪     | 火曜 19:28 - 19:55          | テレビ東京系列 |                                                                          |
| 和歌山県       | テレビ和歌山   | 火曜 19:28 - 19:55          | 独立局         |                                                                          |
| 岡山県・香川県 | テレビせとうち | 火曜 19:28 - 19:55          | テレビ東京系列 |                                                                          |
| 福岡県         | TXN九州        | 火曜 19:28 - 19:55          | テレビ東京系列 | 現・TVQ九州放送。                                                        |
| 宮城県         | 東北放送       | 月曜 - 金曜 16:00 - 16:28頃 | TBS系列        | 本放送終了後、2001年の夏休み期間中に放映。但し、放映されたのは一部のみ。 |
| 山形県         | 山形テレビ     | 木曜 16:30 - 16:59          | テレビ朝日系列 |                                                                          |
| 山梨県         | 山梨放送       | 土曜 5:30 - 5:59            | 日本テレビ系列 |                                                                          |
| 新潟県         | 新潟総合テレビ | 月曜 - 金曜 16:45 - 17:00   | フジテレビ系列 | 本放送終了後、2001年 - 2002年頃に放映。                                  |
| 岐阜県         | 岐阜放送       | 日曜 11:00 - 11:30          | 独立局         | 本放送終了後、2001年 - 2002年頃に放映。                                  |
| 奈良県         | 奈良テレビ     | 木曜 18:30 - 19:00          | 独立局         |                                                                          |
| 鳥取県・島根県 | 日本海テレビ   | 火曜 17:00 - 17:30          | 日本テレビ系列 | 2000年3月から2000年9月に放送                                             |
| 鹿児島県       | 鹿児島テレビ   | 水曜 16:00 - 16:30          | フジテレビ系列 |                                                                          |

## 関連商品
映像ソフト
ハピネット・ピクチャーズより発売。
- レレレの天才バカボン … 全6巻（各4回分ずつ収録）、ボックスセット全1巻